# Karl-Arnold Eickmeyer
Karl-Arnold Eickmeyer (* 7. Juni 1925 in Lüdingworth; † 12. Oktober 2007) war ein deutscher Politiker (bis 1986 SPD). Von 1977 bis 1983 sowie von 1985 bis 1987 war er Mitglied des Bundestages.

## Leben und Wirken
Eickmeyer absolvierte die Volksschule, nahm ab 1939 an einem Aufbaulehrgang teil und besuchte dann bis 1943 eine Lehrerbildungsanstalt. Am 31. Januar 1943 beantragte er die Aufnahme in die NSDAP und wurde zum 20. April desselben Jahres aufgenommen (Mitgliedsnummer 9.380.383). Danach leistete er seinen Reichsarbeitsdienst und meldete sich als Kriegsfreiwilliger zur Fallschirm-Panzer-Division 1 Hermann Göring. Nach Kriegsende war er zunächst als Landarbeiter tätig. 1946 studierte er an der Pädagogischen Hochschule Lüneburg; Geschichte, Deutsch und Psychologie waren seine Studienschwerpunkte. Eickmeyer arbeitete von 1948 bis 1957 als Lehrer in Grünendeich. Von 1957 bis 1967 war er Schulleiter in Gudendorf und von 1967 bis 1977 Rektor in Franzenburg. Nebenberuflich war er seit 1948 als Imker tätig. Er war Schriftleiter der Nordwestdeutschen Imkerzeitung und Sprecher der Fachgruppe Erwerbsimker im Vorstand des Deutschen Imkerbundes.
Im Jahre 1968 trat Eickmeyer in die SPD ein. Schon im gleichen Jahr wurde er Vorsitzender der SPD-Fraktion im Rat der Gemeinde Altenwalde. Nach deren Eingemeindung in die kreisfreie Stadt Cuxhaven gehörte er ab 1972 dem dortigen Stadtrat an. Als aus Cuxhaven und zwei benachbarten Landkreisen 1977 der Landkreis Cuxhaven gebildet wurde, wurde Eickmeyer Kreistagsabgeordneter.
Bei der Bundestagswahl 1976 hatte Eickmeyer auf der Landesliste Niedersachsen der SPD kandidiert. Als Olaf Sund im Mai 1977 Berliner Senator wurde und sein Bundestagsmandat niederlegte, rückte Eickmeyer nach. Bei der Bundestagswahl 1980 gewann Eickmeyer das Direktmandat im Wahlkreis Cuxhaven. Im Bundestag gehörte er dem Ausschuss für Ernährung, Landwirtschaft und Forsten an. Der Küstenschutz und die Fischerei zählten zu seinen politischen Schwerpunkten. 1983 verlor er das Direktmandat an Wolfgang von Geldern (CDU) und schied zunächst aus dem Bundestag aus. Nach dem Tod von Walter Polkehn rückte er im August 1985 wieder in den Bundestag nach, dem er bis 1987 angehörte, ab Oktober 1986 jedoch als fraktionsloser Abgeordneter, nachdem er „aus Protest gegen Hierarchie und Bürgerferne“ aus der SPD ausgetreten war.
Eickmeyer war verheiratet und hatte drei Töchter.
Nach seinem Tode am 12. Oktober 2007 wurde er auf dem Friedhof in Cuxhaven-Lüdingworth bestattet.

## Ehrungen
- Bundesverdienstkreuz am Bande (20. Oktober 1980)[4]
- Bundesverdienstkreuz 1. Klasse (15. Dezember 1983)[4]
- Träger des Ehrenringes der Stadt Cuxhaven